# Iustin Hodea
Iustin Hodea (n. 23 iunie 1961, Rozavlea, Maramureș) este episcopul Episcopiei Maramureșului și Sătmarului. 
În 1994 a fost instalat arhiereu-vicar, pentru a-l ajuta în misiunea pastorală pe ÎPS Iustinian, care avea o vârstă înaintată și de care era foarte apropiat. A fost arhiereu-vicar până în 2016, când a fost ales episcop titular al eparhiei.

## Familia și studiile
Iustin Hodea s-a născut la 23 iunie 1961, Rozavlea, Maramureș, din părinții Ștefan și Maria Hodea, având numele de botez Ioan. După terminarea clasei a VIII-a luat contact pentru prima dată cu viața monahală de la Mănăstirea Sfânta Ana din Rohia, unde a cerut îngăduință arhimandritului Serafim Man, starețul de atunci al mănăstirii, pentru a-și petrece acolo vacanțele după finalizarea claselor a VIII-a și a IX-a. Atât de mult s-a atașat de viața de mănăstire încât i-a spus mamei sale, care l-a crescut singură de la vârsta de 8 ani, că „eu aici vreau să rămân”, hotărâre care din acea clipă a rămas definitivă. După doi ani de ascultare la mănăstire, starețul, mai sus amintit, l-a trimis la Seminarul Teologic din Craiova în anul 1978. Un an mai târziu s-a transferat la Seminarul din Sibiu, pe care l-a absolvit în anul 1983. În același an, a fost hirotonit diacon, iar în anul 1984 preot pe seama Mănăstirii Rohia. Voturile monahale le-a depus în anul 1985, primind numele de Iustin, avându-l ca naș de călugărie pe episcopul Iustinian Chira, cel care l-a și hirotonit întru diacon și preot.
În cadrul mănăstirii a avut de îndeplinit ascultarea de secretar până în anul 1988, an în care arhiepiscopul Teofil Herineanu i-a încredințat conducerea provizorie a mănăstirii. Tot în același an și-a continuat studiile în teologie, fiind admis la Institutul Teologic Ortodox de grad Universitar din Sibiu. Licențiat în teologie la Institutul Teologic Ortodox de grad Universitar din Sibiu (1992), a fost stareț al Mănăstirii Rohia între anii 1988-1994. 
Începând cu data de 24 mai 1989 conducerea Arhiepiscopiei Ortodoxe Române a Vadului, Feleacului și Clujului l-a numit stareț al Mănăstirii Sfânta Ana Rohia.

## Cariera ecleziastică
În anul 1990 a fost distins cu rangul de protosinghel, de către Preasfințitul Justinian Chira, episcopul Maramureșului și Sătmarului, iar în anul 1993 , cu aprobarea Sfântului Sinod al Bisericii Ortodoxe Române, a fost ridicat la rangul de arhimandrit, cu prilejul prăznuirii Adormirii Maicii Domnului, an în care mănăstirea împlinea 70 de ani de la întemeiere.
Sub cârmuirea starețului Iustin Hodea obștea mănăstirii a ajuns în scurt timp la 30 de viețuitori, față de 4-5 cât avea înainte de anul 1989. Dintre aceștia, prin grija Prea Cuvioșiei Sale, au urmat cursurile Seminarului Teologic 13 viețuitori, 9 au urmat Facultatea de Teologie, iar 6 au urmat cursurile de doctorat (2 la Tesalonic și 4 în țară).
În anul 1994, la propunerea arhiepiscopului Iustinian Chira, Sfântul Sinod al Bisericii Ortodoxe Române l-a ales arhiereu-vicar pe seama Episcopiei Ortodoxe a Maramureșului și Sătmarului, la data de 22 martie, primind titulatura de Sigheteanul, iar în Duminica a V–a din Postul Mare, din 17 aprilie 1994, a fost hirotonit întru arhiereu de către mitropolitul Antonie Plămădeală și arhiepiscopii Bartolomeu Anania, Iustinian Chira, Andrei Andreicuț, Calinic Argatu, Ioan Mihălțan și Emilian Birdaș. 
Ca arhiereu vicar a continuat și coordonarea vieții monahale de la Mănăstirea Rohia, fiind ajutat de un egumen, precum și a întregii vieții monahale din cuprinsul Eparhiei. Ca activitate pastoral – misionară consemnăm faptul că, alături de arhiepiscopul Iustinian, a târnosit și resfințit biserici, a hirotonit preoți și diaconi, a adresat multe cuvinte de învățătură pentru întărirea credinței strămoșești și îmbunătățirea vieții duhovnicești a fiilor Bisericii noastre, a coordonat sectoarele cultural, patrimoniu bisericesc, pictură bisericească, social și teologic educațional ale Eparhiei Maramureșului și Sătmarului, iar din anul 1999 a preluat grija lucrărilor de construire ale noii Catedrale Episcopale, al cărei demisol a fost târnosit la 9 septembrie 2003, de către Preafericitul Părinte Teoctist Arăpașu al României și Preafericitul Părinte Petros al VII- lea, Patriarhul Alexandriei.
În Sfântul Sinod face parte din Comisia pentru Doctrină, Viață monahală și Misiune socială.
De asemenea, este președintele Fundației culturale „Nicolae Steinhardt” înființată pe lângă Mănăstirea Rohia. .

## Controverse legate de renovarea unor vechi biserici greco-catolice
În anul 2014 a dispus înlocuirea iconostasului bisericii ctitorite de episcpul greco-catolic Grigore Maior la Sărăuad. Ulterior i-a fost reproșat modul în care au fost remodelate bisericile din Șomcuta Mare, Copalnic-Mănăștur și cea din Cimitirul Vesel de la Săpânța. Toate aceste biserici au aparținut Bisericii Greco-Catolice, până la interzicerea ei de către regimul comunist în anul 1948.

## Implicarea politică
În contextul alegerilor prezidențiale din 2014 a fost contactat de Mircea Govor, președintele filialei Satu Mare a PSD, pentru a sprijini candidatul acestei formațiuni.
În data de 8 noiembrie 2014, în cadrul unei slujbe religioase, însoțit de politicienii Ovidiu Silaghi (PLR) și Adrian Ștef (PLR), a făcut propagandă electorală în favoarea lui Victor Ponta (PSD), spunând ca oamenii să îl voteze „pe candidatul ortodox”, făcând directă referire la Victor Ponta.
În ședința de guvern din 9 decembrie 2014 cabinetul Victor Ponta a decis transferul unei construcții de 1.494 metri pătrați și a unui teren de 3.104 metri pătrați în proprietatea Episcopiei Ortodoxe a Maramureșului și Sătmarului, cu titlu gratuit.
În alegerile din anul 2024 la zece ani dupa cunoscuta implicare in politica, Episcopul Maramuresului si Satmarului, a intervenit din nou in campania electorala locala. Dealungul campaniei a sustinut candidatul Partidului National Liberal , Ionel Ovidiu Bogdan, candidat la Primaria Baia Mare dar si candidatul la presedentia Consiliului Judetean Maramures, Gabriel Bogdan Stetco.
Lovitura maxima primita de cei doi candidati ai PNL a fost in ziua alegerilor din data de 9 iunie 2024, cand dupa slujba de dimineata, Episcopul si-a aratat adevarata fata, sustinand candidatii PSD : Gabriel Valer Zetea la Consiliul Judetean Maramures si Doru Dancus la Primaria Baia Mare.

## Articole (selecție)
- Mărturisiri ale monahului Nicolae Steinhardt, în revista „Graiul Bisericii Noastre”, nr. 1/1997.
- Monahismul, o viață între două lumi, în revista „Graiul Bisericii Noastre”, nr. 3/1999.
- Locuri și locașuri sfinte, în revista „Graiul Bisericii Noastre”, nr. 3/1999.
- Un deceniu de arhipăstorire la cârma Episcopiei Maramureșului și Sătmarului, 1990-2000, în revista „Graiul Bisericii Noastre”, nr. 1/2000.
- Din bucuriile și ispitele Părintelui Nicolae ca monah în Mănăstirea Rohia, în vol. Caietele de la Rohia II, Nicolae Steinhardt în amintirea contemporanilor, Editura Helvetica, Baia Mare 2000.
- Maramureșul și patriarhul Justinian Marina, în revista „Graiul Bisericii Noastre”, nr. 1/2001.
- Episcopul și Părintele, în vol. Grai Maramureșean și Mărturie Ortodoxă, Editura Episcopiei Ortodoxe a Maramureșului și Sătmarului, Baia Mare 2001.
- Un gând pentru Pr. Prof. Dr. Mircea Păcurariu la aniversarea a 70 de ani, în vol. Slujitor al Bisericii și al Neamului, Editura Renașterea, Cluj – Napoca 2002.
- Vizită apostolică în Eparhia Maramureșului și Sătmarului, în Ortodoxia maramureșeană, nr. 8/2003.
- Catedrala Episcopală „Sfânt Treime”, în rev. „Graiul Bisericii Noastre”, nr. 1/2003.
- Prea Fericitul Părinte Teoctist, cel de-al cincilea Patriarh al României, întâiul Patriarh nonagenar, în revista „Graiul Bisericii Noastre”, nr. 4/2005.
- Activitatea ecumenică a Mitropolitului Antonie Plămădeală, în Ortodoxia maramureșeană, nr. 11/2006.
- Un gând de recunoștință, respect și prețuire, din partea cinului monahal pentru Părintele Prof. Ioan Ică senior la a 75-a aniversare, în vol. omagial Prof. Univ. Dr. Ioan Ică la împlinirea vârstei de 75 de ani, Editura Renașterea, Cluj Napoca 2007.
- Sfântul Ioan Gură de Aur, glasul lui Dumnezeu către poporul dreptcredincios, în vol. Sfântul Ioan Gură de Aur – 1600 de ani de la trecerea la Domnul, Editura Universității de Nord, Baia Mare 2007.
- Alegerea și întronizarea celui de-al VI-lea Patriarh al Bisericii Ortodoxe Române, Prea Fericitul Părinte Daniel, în revista „Graiul Bisericii Noastre”, nr.11/2007.
- Argumentele dumnezeirii Mântuitorului Hristos în „Trei cuvinte împotriva arienilor” de Sfântul Atanasie cel Mare, în vol. Iisus Hristos Fiul lui Dumnezeu Mântuitorul lumii, Editura Renașterea, Cluj Napoca 2007 și în Ortodoxia maramureșeană, nr. 12/2007.
- Bisericile de lemn din Maramureș, Catedrale ale credinței, demnității și dăinuirii neamului românesc, în revista Familia Română nr. 2-3/2009.
- Particularități ale atitudinii Ortodoxiei față de știință, în vol. Lumea ca dar divin și responsabilitate umană, Editura Episcopiei Ortodoxe a Maramureșului și Sătmarului, Sighetu Marmației 2009.
- Participarea clerului ortodox român la evenimentele din 1918, în Studia Universitatis Septentrionis. Theologia Ortodoxă, nr. 1/2009, Editura Universității de Nord, Baia Mare.
- Tradițiile despre Sfântul Ioan Botezătorul în lucrarea lui Josephus Flavius „Antichități iudaice” și în literatura necreștină, în: Studia Universitatis Septentrionis. Theologia Ortodoxă, nr. 1/2009, Editura Universității de Nord, Baia Mare.
- Dimensiunea teologică a mesajului lui Ioan Botezătorul ca învățător și profet, în: Ortodoxia maramureșeană, nr. 15/2010.
- Dimensiunea profetică a activității lui Ioan Botezătorul în descrierea Evangheliilor sinoptice, în: Studia Universitatis Septentrionis. Theologia Ortodoxă, nr. 1/2010, Editura Universității de Nord, Baia Mare.
- Dinamica teologică a mesajului lui Ioan Botezătorul ca învățător și profet, în: Studia Universitatis Septentrionis. Theologia Ortodoxă, nr. 1/2011, Editura Universității de Nord, Baia Mare.